# Чикапа
Чикапа (фр. Tshikapa) — город в провинции Касаи Демократической Республики Конго. Город известен своими месторождениями алмазов и является административным центром провинции.

## География
Чикапа расположена на слиянии рек Чикапа и Касаи. Город соединён с другими регионами страны через национальную дорогу № 1, которая связывает его с портом Матади и столицей Киншаса, находящейся в 842 км. Через реку Касаи в городе построен металлический мост, который является одной из достопримечательностей Чикапы.

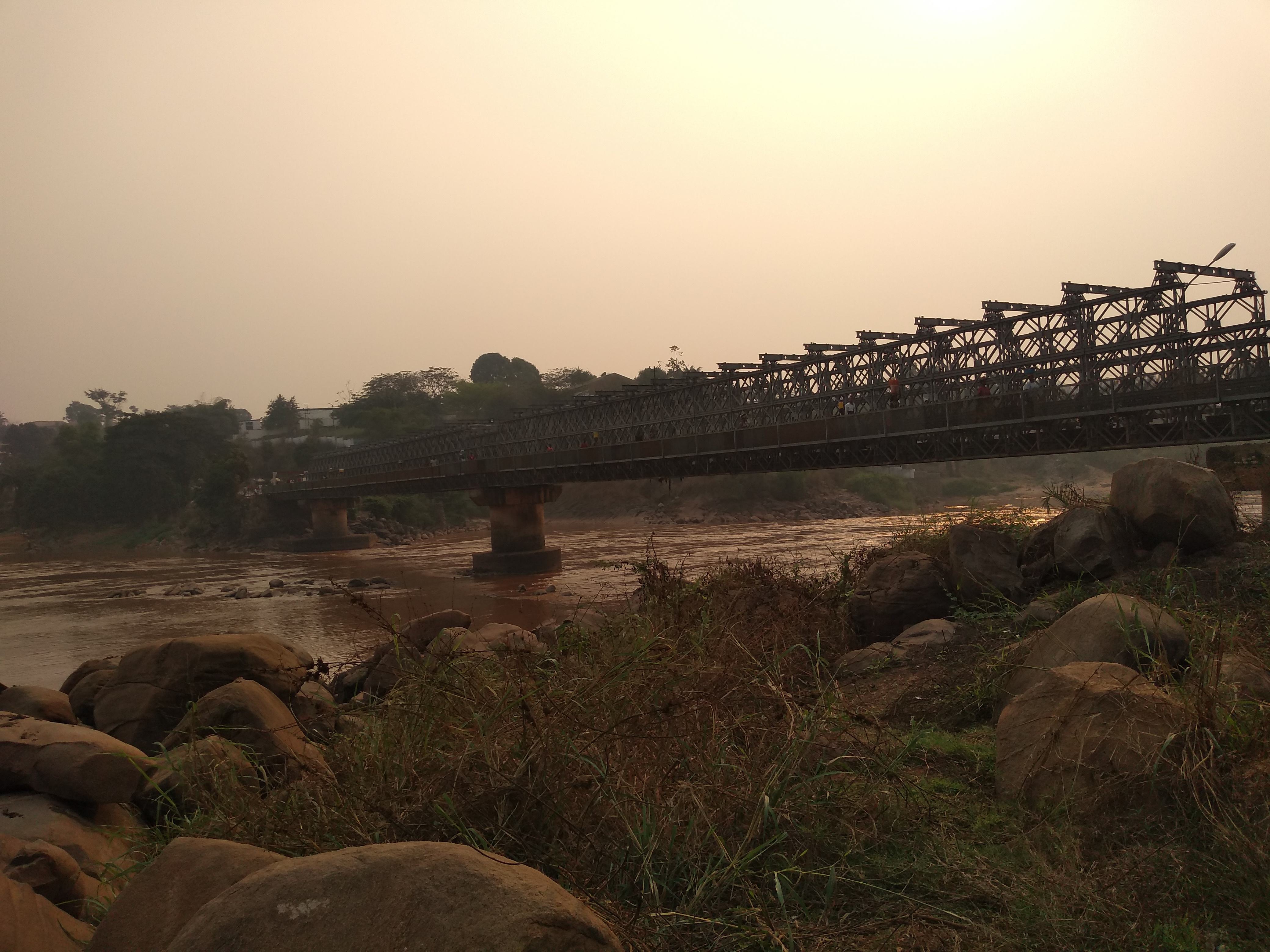
Мост через реку Касаи в Чикапе

## История
Чикапа была основана в 1907 году, когда здесь был обнаружен первый алмаз в регионе Касаи. Это событие привело к "алмазной лихорадке", которая сделала Чикапу важным центром добычи алмазов. В 1982 году, после либерализации добычи алмазов, город пережил экономический бум и значительный рост населения.
В 2016 году Чикапа стала центром конфликта, связанного с восстанием Камуина Нсапу, что привело к массовым разрушениям и перемещению населения.

## Администрация
Чикапа имеет статус города и разделена на пять коммун:

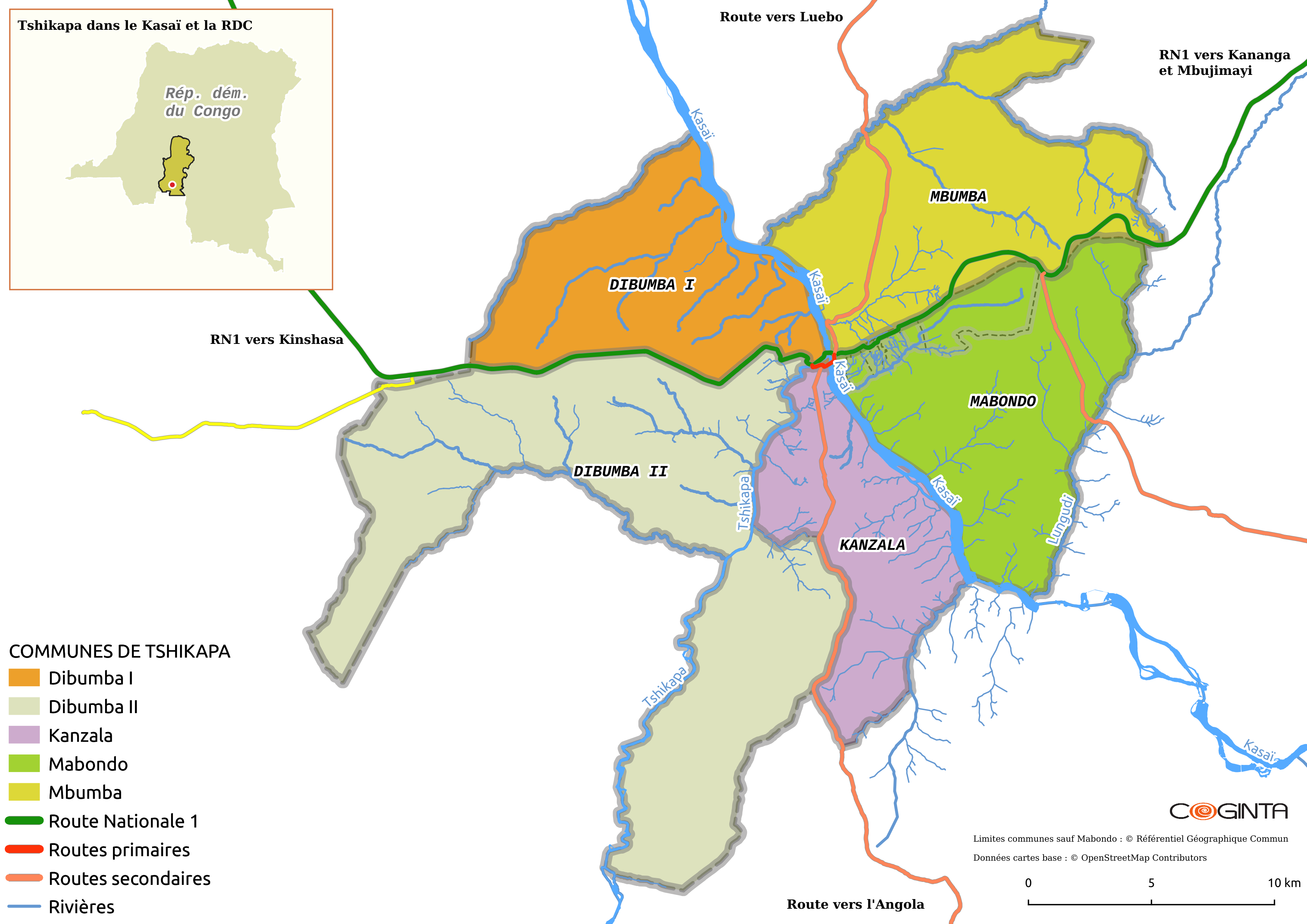
Коммуны города Чикапа

- Дибумба I
- Дибумба II
- Канзала
- Мабондо
- Мбумба

## Население
Население Чикапы в 1951 году составляло 5 552 человека. По данным переписи 2012 года, население города достигло 587 548 человек. Плотность населения составляет около 20 500 человек на км².

## Экономика
Чикапа исторически была центром добычи алмазов. В начале XX века здесь располагалась штаб-квартира компании Forminière, которая занималась добычей алмазов. Сегодня в городе действуют около 250 алмазных компаний, хотя экономика города переживает спад из-за снижения цен на алмазы.

## Туризм
Основной достопримечательностью Чикапы являются водопады Май-Муне на реке Касаи, расположенные в 36 км от города. Водопады достигают высоты 6-8 метров и особенно красивы в сухой сезон.

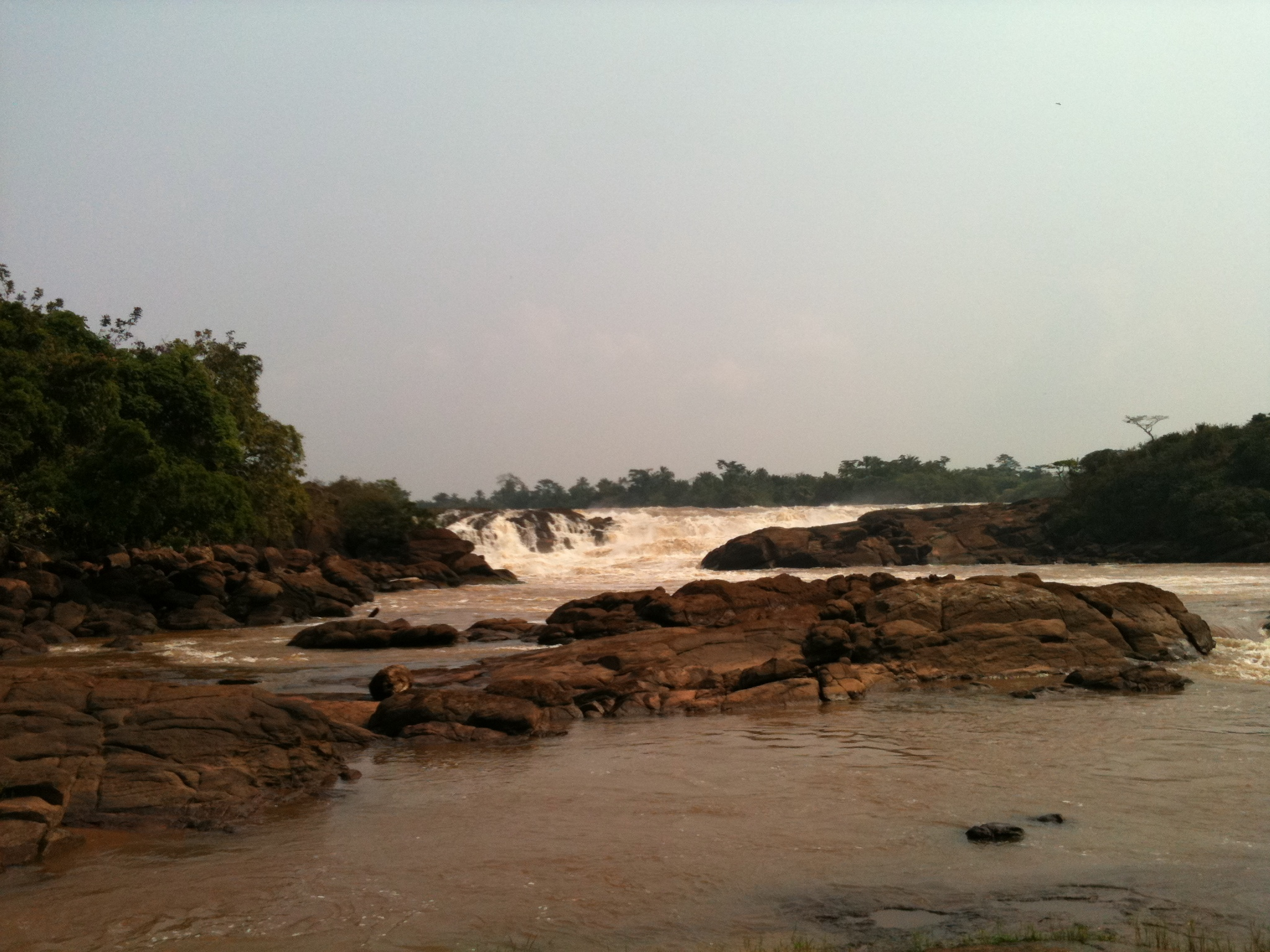
Водопады Май-Муне